# Filmová akademie Miroslava Ondříčka v Písku
Filmová akademie Miroslava Ondříčka v Písku, o.p.s. je soukromá vysoká škola s akreditovaným bakalářským a navazujícím magisterským studijním programem v českém a anglickém jazyce. Škola sídlí v Písku.
Výuka byla zahájena na podzim roku 2004, prvním rektorem byl v letech 2004-2007 prof. David Jan Novotný, výkonným ředitelem MgA. Miloň Terč. Škole propůjčil jméno první předseda správní rady Filmové akademie a český kameraman Miroslav Ondříček. Od roku 2007 do roku 2015 byl rektorem Akad. arch. Jindřich Goetz. V současnosti je rektorem prof. PaedDr. Gabriel Švejda, CSc., dr.h.c. Výkonnou ředitelkou je Mgr. Vladana Terčová.

## Škola

### Studijní obor
- Tvorba audiovizuálního díla

#### Zaměření v rámci oboru
- Režie
- Dramaturgie a scenáristika
- Dokument
- Kamera
- Střih
- Zvuk
- Produkce
- Vizuální efekty a klasická animace

Tato zaměření poskytují posluchačům všechny potřebné informace o tvorbě audiovizuálního díla a všech navazujících disciplín. Cílem a posláním studia je poskytnout posluchačům komplex profesních vědomostí a dovedností, spojených s filmařským řemeslem, rozšířit jejich inspirační základnu pro vlastní uměleckou činnost prohloubením tvůrčí představivosti, estetického a dramatického cítění, kulturního rozhledu.
Kromě studia v angličtině pro zahraniční uchazeče nabízí Filmová akademie Miroslava Ondříčka v Písku rovněž jedno a dvousemestrální kurzy International Film Studies.
Filmová akademie pořádá tradičně Mezinárodní festival studentských filmů v Písku – tento projekt sleduje v rámci pedagogické činnosti školy dva základní cíle: seznámit posluchače s organizací takového projektu a rozšířit především zahraniční kontakty školy a posluchačů.

### Vyučující
Mezi pedagogy patří čeští filmoví nebo televizní tvůrci.
- Juraj Jakubisko (zemřel)
- Petr Slavík
- Olga Sommerová
- Jan E. Svatoš
- Marek Jícha
- Jaromír Malý
- Marek Opatrný
- Alois Fišárek
- Karel Jaroš
- Ladislav Greiner
- Boris Masník
- Jana Hádková
- Ondřej Beránek
- Aleš Týbl